# Vulcan (cohete)
El Vulcan es un vehículo de lanzamiento de carga pesada de tipo TSTO (dos etapas a órbita) desarrollado por United Launch Alliance (ULA). Está diseñado principalmente para satisfacer las demandas de lanzamiento del programa de National Security Space Launch del Gobierno federal de los Estados Unidos y las agencias de inteligencia de los Estados Unidos para lanzamiento de satélites de seguridad nacional. Reemplazará a los dos lanzadores existentes de ULA ( Atlas V y Delta IV Heavy ) en esta función, ya que estos lanzadores se están retirando. Vulcan también se utilizará para lanzamientos comerciales, incluido un pedido de 38 lanzamientos de Kuiper Systems.

En 2014, se esperaba un vuelo inicial en 2019. A partir del 10 de diciembre de 2023, después de múltiples retrasos durante cinco años, el lanzamiento del primer vuelo ocurrió el 8 de enero de 2024. Siendo el lanzamiento transportaba el módulo de alunizaje Peregrine de Astrobotic Technology para el programa de Commercial Lunar Payload Services (CLPS) de la NASA.

## Historia
En octubre de 2014, ULA anunció una importante reestructuración en sus procedimientos y en su plantilla con el objetivo de responder a la competencia de SpaceX. ULA expresó planes de tener ideas preliminares de diseño para la fusión de las tecnologías del Atlas V y el Delta IV para finales del 2014, y construir un sucesor que les permitiría recortar los costes por lanzamiento a la mitad.
El 13 de abril de 2015, Tory Bruno, CEO de ULA, anunció en el 31 Space Symposium que el nuevo vehículo de lanzamiento de ULA sería denominado Vulcan, después de una encuesta en línea para elegir el nombre. Vulcan Inc. ha indicado que le pertenece la marca comercial del nombre y ha contactado con ULA.

## Financiación
Para marzo del 2016, la Fuerza Aérea de Estados Unidos tenía asignados hasta US$202 millones para financiar el desarrollo del Vulcan. ULA no ha "puesto un precio en firme sobre [el coste total de desarrollo del Vulcan pero el director ejecutivo de ULA Tory Bruno] dijo que los nuevos cohetes típicamente cuestan 2000 millones, incluyendo 1000 millones para el motor principal". Craig Cooning, miembro de la junta directiva de ULA y ejecutivo de Boeing (es Presidente de la división Network and Space Systems), dijo en abril de 2016 que estaba seguro de que la Fuerza Aérea invertiría más en el desarrollo del Vulcan.

## Desarrollo
ULA tendrá una estrategia incremental a la hora de lanzar al mercado el producto y sus tecnologías. Empezará con la primera etapa, basada en el fuselaje del Delta IV, que empleará motores de fabricación americana, en lugar de los rusos RD-180. Las opciones que están barajando son el motor BE-4 de Blue Origin, la opción principal hasta la fecha, o el motor AR-1 de Aerojet Rocketdyne, que se mantiene como opción de contingencia. Se espera que a finales del año 2017 se tome la decisión final. La primera etapa puede complementada con entre uno y seis propulsores de combustible sólido (SRB). En su versión inicial alcanzaría una máxima capacidad de carga mayor que el Atlas V, aunque aún inferior que el Delta IV Heavy.
Un desarrollo posterior consistirá en una primera etapa parcialmente reusable, en la que los motores se soltarán del vehículo tras el apagado, descenderán con un escudo termal y paracaídas y serán capturados por un helicóptero en el aire. ULA calcula que la reutilización de los motores podría reducir los costes de la primera etapa en un 90%.
Las configuraciones iniciales emplearán la misma etapa superior que el Atlas V, Centauro, con sus motores RL-10. Posteriormente, se introducirá una etapa superior criogénica avanzada -denominada Advanced Cryogenic Evolved Stage- alimentada por entre uno y cuatro motores de LOX/LH2 que aún quedan por decidir. Esta etapa superior incluirá la tecnología Integrated Vehicle Fluids que permitirá un período de funcionamiento en órbita prolongado, medido en semanas en lugar de horas. Tory Bruno indicó en la sección de preguntas de la prensa durante la presentación del Vulcan que esta nueva etapa se esperaba pudiese estar disponible en 2023.
En 2015, ULA informó que iba a vender una versión simple de Vulcan por la mitad del precio de un cohete Atlas V simple, el cual en 2015 se vende por unos 164 millones de dólares. Añadir impulsores adicionales para satélites más pesados aumentaría el precio.
En mayo de 2015, el CEO de ULA publicó un diagrama mostrando un futuro potencial Vulcan Heavy, un vehículo de lanzamiento con tres cohetes centrales con una capacidad de carga de 50000 libras hasta Órbita geosíncrona, mientras que el Vulcan 561 de un solo cohete con ACES tendría hasta 33200 libras de capacidad a la misma órbita.
En septiembre de 2015, ULA y Blue Origin anunciaron un acuerdo para expandir las capacidades de producción para fabricar el motor de cohete BE-4 que estaba en desarrollo y pruebas. Sin embargo, ULA también confirmó que la decisión sobre el uso del motor BE-4 o el AR-1 no tendría lugar hasta finales del 2017, con un vuelo inaugural del Vulcan no antes del 2019.
En enero de 2018 se anunció un retraso para el primer lanzamiento, pasando de 2019 a mediados de 2020. También se anunció una actualización de la segunda etapa Centaur, que incluiría hasta cuatro motores RL10 y se llamaría Centaur V. Aunque un modelo Vulcan Heavy con tres núcleos con capacidad de 23000 kg había sido conceptualizado en 2015, ULA clarificó que no fabricaría ninguna configuración multi-núcleo debido a que las mejoras en la segunda etapa Centaur permitirían que un Vulcan Centaur de un solo núcleo elevar hasta un 30% más que un Delta IV Heavy. A partir de marzo de 2018 ULA había empezado a referirse al nuevo Vulcan de un solo núcleo con la segunda etapa Centaur V como Vulcan Centaur.
En mayo de 2018, ULA escogió el motor RL10 de Aerojet Rocketdyne para la etapa Centaur superior del Vulcan. En septiembre de 2018 Jeff Bezos anunció que United Launch Alliance había seleccionado los motores Blue Origin BE-4 para la primera etapa.

## Especificaciones
El Vulcan tendrá 2 variantes principales, dependiendo del diámetro de su cofia. Esta puede medir 4 o 5 metros. En el caso de la cofia de 4 metros, el vehículo lanzador podrá emplear hasta 4 propulsores (boosters), mientras que la versión de 5 metros podrá emplear hasta 6.
Los propulsores de combustible sólido serán fabricados por Orbital-ATK y usarán los motores de grafito epoxy -GEM, por sus iniciales- de la propia compañía. Tendrán un diámetro de 1,60 metros y una altura aproximada de 20,42 metros.

## Futuras actualizaciones
Desde el anuncio formal en 2015, ULA ha hablado de varias tecnologías que ampliarían las capacidades del vehículo de lanzamiento Vulcan. Estas incluyen mejoras en la primera etapa para hacer que los componentes más caros sean potencialmente reutilizables y mejoras en la segunda etapa para aumentar la duración de su misión a largo plazo para operar durante meses en la órbita terrestre del espacio cislunar. 

### Etapas superiores de larga resistencia
La etapa superior del ACES, alimentada con oxígeno líquido (LOX) e hidrógeno líquido (LH 2 ) y propulsada por hasta cuatro motores de cohete cuyo tipo de motor aún no se ha seleccionado, era una actualización conceptual de la etapa superior de Vulcan en el momento del anuncio. en 2015. Esta etapa podría actualizarse posteriormente para incluir la tecnología de fluidos integrados para vehículos que permitiría a la etapa superior una vida en órbita mucho más larga, de semanas en lugar de horas. La etapa superior de ACES finalmente se canceló cuando en septiembre de 2020, ULA hizo público que el desarrollo de ACES no continuaría y que la segunda etapa de Vulcan ahora sería la etapa superior de Centaur V. El Centaur V se basa en el escenario superior utilizado por el Atlas V pero más grande y potente. Un alto ejecutivo de ULA dijo que el diseño del Centaur V también estuvo fuertemente influenciado por ACES.
Sin embargo, ULA dijo en 2021 que está trabajando para agregar más valor a las etapas superiores al hacer que realicen tareas como operar como remolcadores espaciales. El director ejecutivo, Tory Bruno, dice que ULA está trabajando en etapas superiores con una resistencia cientos de veces mayor que las que se utilizan actualmente. 

### Reutilización SMART
Durante la presentación inicial de Vulcan en abril de 2015 también se mostró un concepto para la reutilización del motor principal llamado Tecnología de Retorno Autónomo Modular Sensible (SMART). En el concepto, los motores propulsores, la aviónica y la estructura de empuje se separarían como un módulo de los tanques de propulsor después de que se desconectara el motor propulsor . El módulo del motor descendería a través de la atmósfera protegido por un escudo térmico inflable . Después del despliegue del paracaídas, un helicóptero capturaría el módulo en el aire. ULA estimó que esta tecnología podría reducir el costo de la propulsión de la primera etapa en un 90% y un 65% del costo total de la primera etapa. Sin embargo, para 2020, ULA no había anunciado planes firmes para financiar, construir y probar este concepto de reutilización de motores, aunque a finales de 2019 declararon que "todavía estaban planeando reutilizar eventualmente los motores de primera etapa de Vulcan". 
En abril de 2021, el director ejecutivo, Tory Bruno, dijo que los lanzamientos adicionales adquiridos por Amazon para la constelación de satélites Kuiper requerirían una cadencia de lanzamiento más alta y que esto brindaba respaldo al caso comercial para seguir adelante con el concepto SMART.
En julio de 2022, ULA dio un giro y cambió uno de los objetivos de diseño de alto nivel del concepto de recuperación de reutilización de motores. En lugar de recuperar los motores propulsores descendentes con un helicóptero, ULA dijo que quieren intentar recuperar los motores después de la reentrada atmosférica, el descenso y el amerizaje flotando en el océano en el escudo térmico inflable .

### Variante de tres núcleos
A finales de 2020, ULA dijo que estaba estudiando una posible variante de tres núcleos del Vulcan Centaur. Este cohete fue tentativamente denominado Vulcan Heavy.  ULA utilizó anteriormente el nombre "Vulcan Centaur Heavy" para una versión VC6 con un Centaur más potente que se introducirá más adelante, pero ahora ha cambiado el nombre de esa versión a "Vulcan Centaur Upgrade".

## Lanzamientos
El 8 de enero de 2024 a las 02:18 locales (07:18 UTC), se realizó el despegue del cohete Vulcan Centaur (VC2S).
| Fecha y hora, UTC          | Configuración | Sitio de lanzamiento   | Cargas útiles             | Destino       | Cliente                                |
| -------------------------- | --- | ---------------------- | ------------------------- | ------------- | -------------------------------------- |
| 8 de enero de 2024, 07:18  | Vulcan Centaur VC2S | Cabo Cañaveral, SLC-41 | Peregrine                 | TLI           | Astrobotic Technology                  |
| 8 de enero de 2024, 07:18  | |                        | Enterprise (space burial) | Heliocéntrica | Celestis                               |
| 8 de enero de 2024, 07:18  | Vuelo inaugural del Vulcan Centaur. Misión Vulcan Certification-1, el primero de los dos lanzamientos necesarios para certificar el cohete para misiones de Lanzamiento Espacial de Seguridad Nacional (NSSL). La carga útil de Celestis demostró la capacidad de reinicio del motor de la etapa superior del Centaur, que transportaba múltiples cargas útiles a diferentes órbitas. La carga útil del Peregrine falló en tránsito hacia la Luna, lo que impidió un intento de aterrizaje, debido a razones no relacionadas con el vehículo de lanzamiento. |                        |                           |               |                                        |
| 4 de octubre de 2024       | Vulcan Centaur VC2S | Cabo Cañaveral, SLC-41 | Simulador de masas        | Heliocéntrico | United Launch Alliance                 |
| 4 de octubre de 2024       | Misión de certificación 2 , el segundo de los dos lanzamientos necesarios para certificar el cohete para misiones NSSL. Originalmente estaba previsto que llevara a cabo el primer vuelo del Dream Chaser; debido a retrasos en el cronograma del Dream Chaser, ULA volará una carga útil inerte con experimentos y demostraciones de futuras tecnologías del Centaur V. |                        |                           |               |                                        |
| Finales de octubre de 2024 | Vulcan Centaur VC4S | Cabo Cañaveral, SLC-41 | USSF-106 / NTS-3          | GEO           | Fuerza Espacial de los Estados Unidos. |
| Finales de octubre de 2024 | Misión USSF-106. Vuelo inaugural de la configuración Vulcan VC4S. Primera misión NSSL para Vulcan Centaur. |                        |                           |               |                                        |